# Apparently Unaffected
Apparently Unaffected is Maria Mena's vierde studioalbum. Deze cd is in Noorwegen op 14 november 2005 uitgekomen, gevolgd door de rest van Europa. Het album is in maart 2006 in Nederland uitgekomen.

## Tracklist
| #  | Titel                         | Schrijvers                | Duur |
| -- | ----------------------------- | ------------------------- | ---- |
| 01 | "Internal Dialogue"           | Maria Mena, Arvid Solvang | 2.54 |
| 02 | "This Bottle Of Wine"         | Mena, Solvang             | 2.34 |
| 03 | "Miss You Love"               | Mena, Solvang             | 3.09 |
| 04 | "Boytoy Baby"                 | Mena, Solvang             | 2.53 |
| 05 | "If You'll Stay In My Past 1" | Mena, Solvang             | 1.09 |
| 06 | "He's Hurting Me"             | Mena, Solvang             | 2.22 |
| 07 | "Just Hold Me"                | Mena, Solvang             | 4.26 |
| 08 | "Long Time Coming"            | Mena, Jonnas McDiffith    | 2.45 |
| 09 | "If You'll Stay In My Past 2" | Mena, Solvang             | 1.19 |
| 10 | "Nevermind Me"                | Mena, Solvang             | 3.55 |
| 11 | "These Shoes"                 | Mena, Solvang             | 1.56 |
| 12 | "Our Battles"                 | Mena, Solvang             | 3.33 |
| 13 | "Calm Under The Waves"        | Mena, Solvang             | 3.26 |
| 14 | "If You'll Stay In My Past 3" | Mena, Solvang             | 1.00 |

## Singles
Singles met hitnoteringen in de Nederlandse Top 40 en Mega Top 50:
|    | Titel                        | Release | Nederlandse Top 40 | Mega Top 50 |
| -- | ---------------------------- | ------- | ------------------ | ----------- |
| 1. | "Miss You Love"              | 2006    | -                  | -           |
| 2. | "Just Hold Me"               | 2006    | 26                 | 5           |
| 3. | "Miss You Love (heruitgave)" | 2007    | tip                | 2           |
| 4. | "Our Battles"                | 2007    | tip                | 17          |